# Хой (приток Камы)
Хой — река в России, протекает по территории Ханты-Мансийского района Ханты-Мансийского автономного округа. Устье реки находится в 141 км по левому берегу реки Камы. Длина реки — 82 км, площадь её водосборного бассейна — 499 км². 
Основные притоки: Рогатый, Веселый, Мудрый.

## Данные водного реестра
По данным государственного водного реестра России относится к Иртышскому бассейновому округу, водохозяйственный участок реки — Конда, речной подбассейн реки — Конда. Речной бассейн реки — Иртыш.
Код объекта в государственном водном реестре — 14010600112115300018065.